# Тимофеева, Лидия

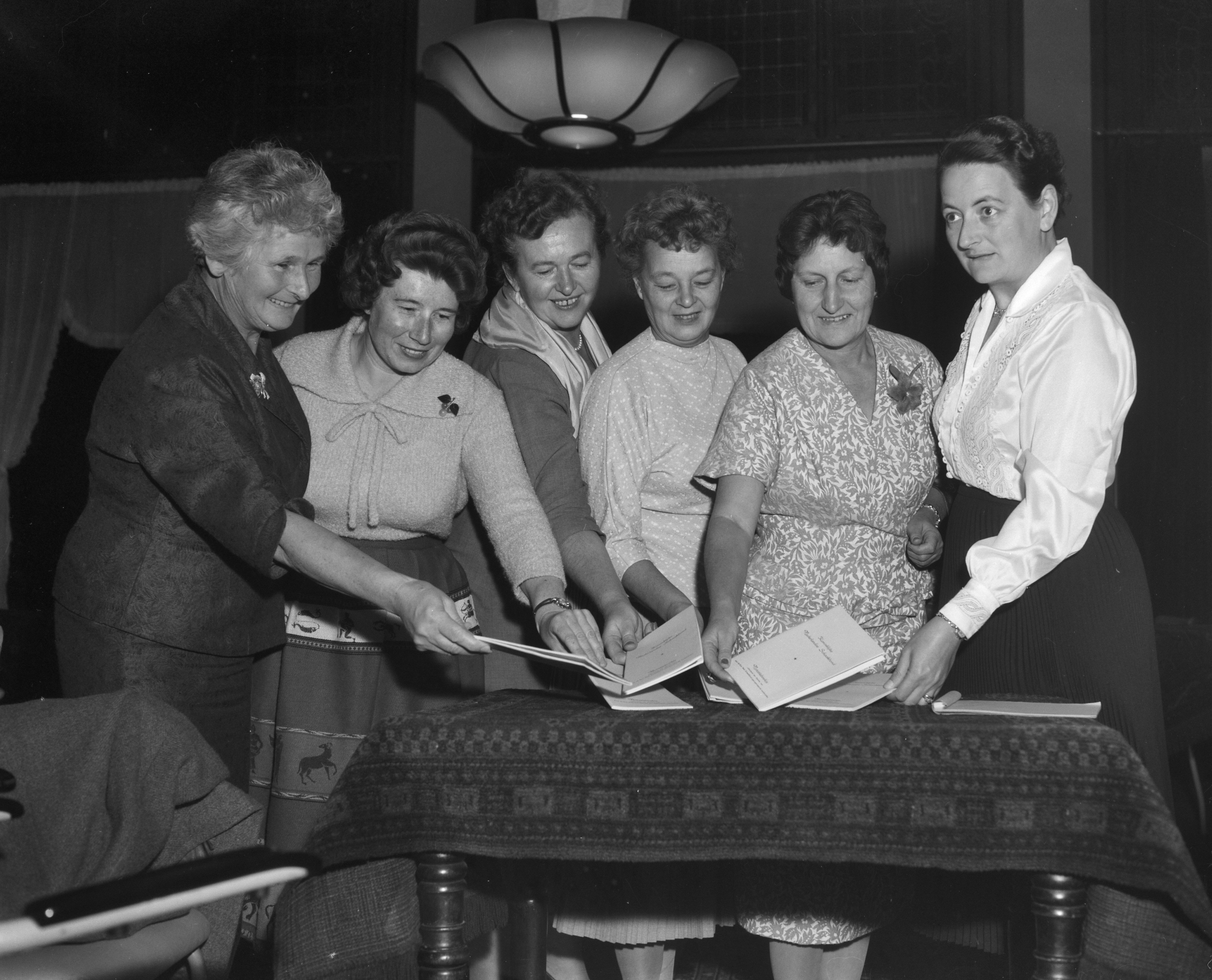
Во время открытия международного турнира в Амстердаме (21 октября 1959 г.). Слева направо: К. Родзант, Ф. Хемскерк, И. Ларсен, Л. Тимофеева, Ф. Риндер, Р. Брус

Лидия Тимофеева (серб. Лидија Тимофејева, Lidija Timofejeva, 1906—1991, Земун), при рождении — Лидия Александровна Демьянович, югославская шахматистка российского происхождения.
Отец — Александр Александрович Демьянович (1880—1957), судебный следователь (в 1905—1906 гг. — в Гродно, в 1907— 1911 гг. — в городе Пружаны Гродненской губернии, в 1912—1918 гг. — в Брест-Литовске), в 1916 г. получил чин надворного советника. Мать — Лидия Викторовна Демьянович (урожд. Смирнова, 1882—1933), перед Первой мировой войной — учительница в Брестском частном реальном училище им. Н. П. Фивейского в Брест-Литовске. Сестра — Зоя Александровна Демьянович (в браке — Лебедева, 1909—1993). В 1919 г. семья Демьяновичей переезжает в Киев. А. А. Демьянович вступил в белое движение (Вооруженные силы Юга России), после его поражения в 1920 г. эмигрировал в Королевство Сербов, Хорватов и Словенцев (Югославия), в последующие годы проживал в Белграде. В 1924 г. к нему из СССР приехала жена с обеими дочерьми. Л. В. Демьянович умерла в 1933 г. в Белграде, похоронена на Новом кладбище. А. А. Демьянович последние годы жизни провел в Болгарии, умер в Софии в 1957 г., похоронен на Центральном городском кладбище.
Лидия Александровна Демьянович в Югославии вышла замуж за русского эмигранта Николая Александровича Тимофеева, семья проживала в Земуне (пригороде Белграда), детей в семье не было.
Трёхкратная чемпионка Югославии (1947, 1948 и 1949 г.). Бронзовый призер чемпионата Югославии 1956 г.
Возглавляла сборную Югославии на 1-й женской шахматной олимпиаде в Эммене (1957 г.). В ходе этого турнира смогла нанести чёрными фигурами поражение действующей чемпионке мира О. Н. Рубцовой. Рубцова допустила серьезную ошибку в миттельшпиле и отложила партию в окончании без пешки. Домашний анализ тренера сборной СССР А. М. Константинопольского показал, что спасти партию можно только при неточной игре чёрных. При реализации Тимофеева действовала чётко и довела партию до победы. Это была единственная партия, проигранная сборной СССР на той олимпиаде.
В базах партии Тимофеевой часто ошибочно приписываются ее тезке, российской шахматистке 1976 г.р.

## Спортивные результаты
| Год  | Город     | Соревнование                                         | + | − | = | Результат | Место |
| ---- | --------- | ---------------------------------------------------- | - | - | - | --------- | ----- |
| 1947 | Белград   | Чемпионат Югославии                                  |   |   |   |           | 1     |
| 1948 |           | Чемпионат Югославии                                  |   |   |   |           | 1     |
| 1949 |           | Чемпионат Югославии                                  |   |   |   |           | 1—2   |
| 1956 | Сомбор    | Чемпионат Югославии                                  | 9 | 3 | 3 | 10½ из 15 | 3—4   |
| 1957 | Эммен     | 1-я женская Олимпиада (сборная Югославии, 1-я доска) | 4 | 5 | 5 | 6½ из 14  |       |
| 1959 | Амстердам | Международный турнир                                 | 1 | 2 | 2 | 2 из 5    | 4—5   |